# Spišské Hanušovce
Spišské Hanušovce é um município da Eslováquia, situado no distrito de Kežmarok, na região de Prešov. Tem 14,3 km² de área e sua população em 2018 foi estimada em 784 habitantes.

## Demografia
| Ano:        | 1994 | 2004   | 2014    | 2024   |
| ----------- | ---- | ------ | ------- | ------ |
| Broj ljudi: | 669  | 651    | 757     | 781    |
| Razlika:    |      | -2,69% | +16,28% | +3,17% |

| Ano:               | 2023 | 2024   |
| ------------------ | ---- | ------ |
| Número de pessoas: | 770  | 781    |
| Diferença:         |      | +1,42% |